# Llengua romànica de Pannònia

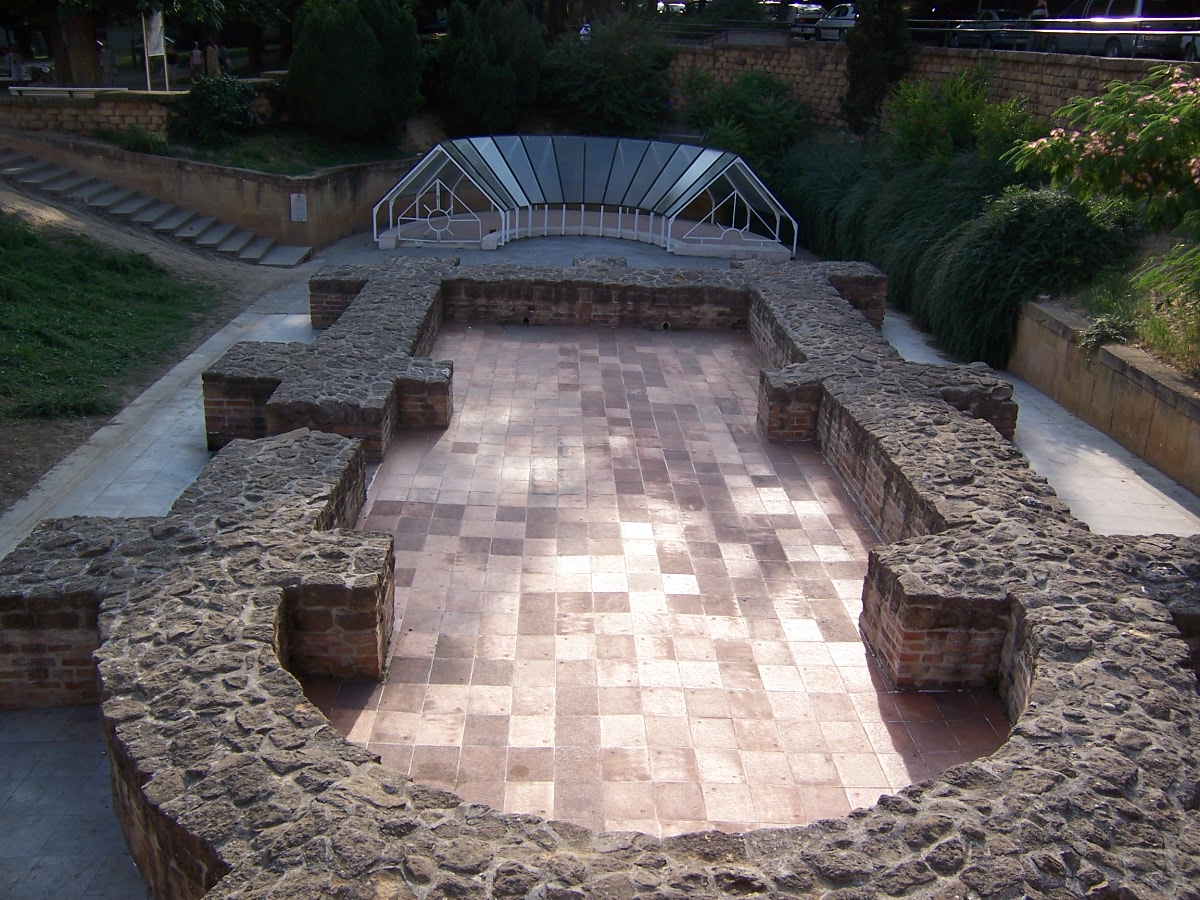
Restes d'una església paleocristiana a Sopianae (Pecz)

La llengua romànica de Pannònia és una llengua extinta que es parlava en la Pannònia romanitzada (actual Hongria) després de la caiguda de l'Imperi romà d'Occident i desaparegué al voltant del segle x.

## Història
La població romanitzada de Pannònia (que l'historiador Theodor Mommsen calculava en uns 200.000 habitants al voltant del s. IV) sobrevisqué a les invasions bàrbares (huns, gots, àvars, gèpides, llombards, etc.), tot i que en quedà reduïda a uns pocs milers al segle vi, principalment en pobles fortificats com Keszthely i l'actual Fenékpuszta.
Hi havia altres llocs on es continuà parlant el romanç pannoni després del s. V: Pécs, Sopron, Szombathely, Dunaújváros… En aquestes localitats s'han trobat moltes relíquies cristianes, amb inscripcions en llatí.
Però fou a l'extrem occidental del llac Pelso (actual llac Balaton) on es formà una peculiar societat d'artesans, anomenada cultura de Keszthely, de la qual resten més de 6.000 tombes i molts productes artesans (fins i tot en or).
Aquesta cultura, segons l'acadèmic romanés Alexander Magdearu (en Românii în opera Notarului Anonim), sobrevisqué fins al segle x i emprava la llengua romanç pannònia.
Magdearu escriu també que Carlemany, quan conquerí la Pannònia l'any 796, hi trobà una població de llengua romanç que tenien clēricī literātī (clergues sense instrucció) i que havia sobreviscut gràcies a l'artesania i l'assimilació forçada imposada pels dominadors àvars.
A l'àrea del llac Balaton s'han trobat 6.000 tombes pertanyents a aquesta població romanitzada que va desaparéixer amb l'arribada dels magiars al segle x.

## Geografia
La llengua romanç pannònia es parlava al voltant del llac Balaton a Hongria occidental, sobretot als llogarets fortificats de Keszthely i Fénekpuszta. Altres llocs on es trobaren tombes de pannons romanitzats al s. VI eren: Pécs (la romana Sopianae), Sopron (Scarbantia), Szombathely (Savaria), Tokod i Dunaújváros.
L'àrea al voltant del llac Balaton té un clima quasi mediterrani, semblant al dels llacs subalpins del nord d'Itàlia. Segons Magdearu aquest clima és una de les raons per les quals els pannons romanitzats restaren a Keszthely i no fugiren —durant les invasions bàrbares— cap a les relativament properes costes de la mar Adriàtica.

## Llengua

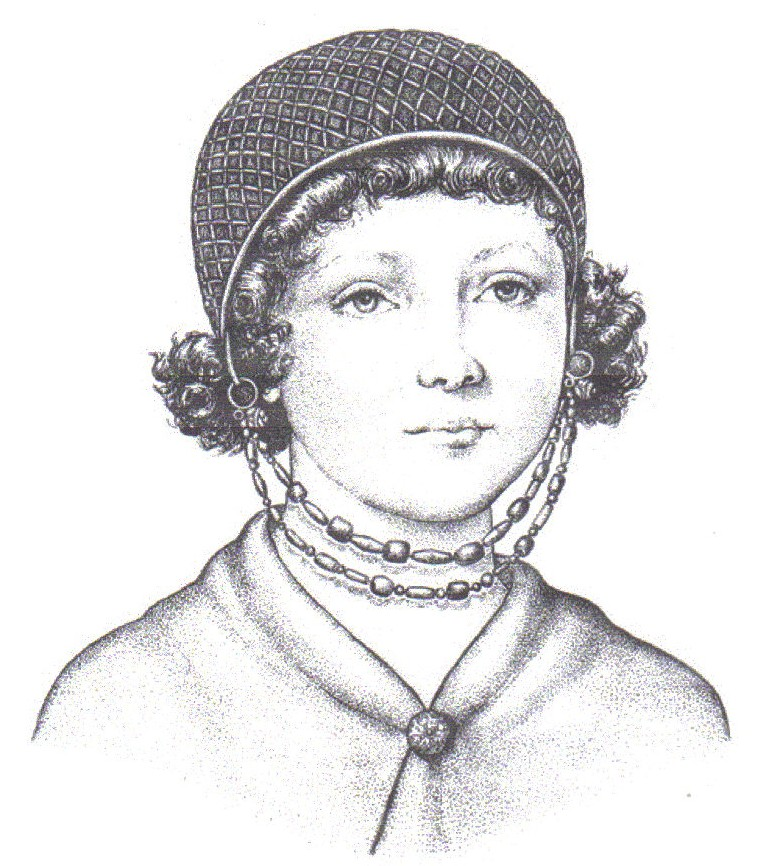
Xicona de la Pannònia romanitzada del, amb ornaments de la cultura de Keszthely

Segons la lingüista romanesa Roxana Curca, la principal font d'informació sobre l'extinta llengua romanç de Pannònia són els molts topònims a l'àrea del llac Balaton i alguns antropònims, hidrònims i etnònims que venen de la cultura de Keszthely. El mateix nom Keszthely (pronunciat en hongarés "kestei") és semblant al venecià/istriot castei, que significa 'castell', i és probablement una paraula de la llengua romanç pannona, segons el lingüista txec Julius Pokorný (en Indogermanisches Etymologisches Worterbuch). Aquest lingüista hongarés suposa també que la paraula Pannònia podria estar relacionada amb l'arrel il·líria pen- ('pantà', ?). Això suggereix que la llengua dels pannons abans de ser romanitzada podria estar relacionada amb l'il·liri.
La llengua romanç pannona degué contribuir a la creació de les 300 paraules bàsiques del substrat llatí de les llengües balcàniques, segons el lingüista romanés Alexandru Rossetti (en Istoria limbii române).
La International Organization for Standardization (ISO) ha sol·licitat la classificació de la llengua romanç pannona com a ISO 639-3, amb el codi pendent "rpa" per a una llengua extinta.
A parer del lingüista Árthur Sós, la llengua romanç de Pannònia tenia alguns vincles amb les llengües retoromàniques —i especialment amb el romanç austríac— dels propers Alps.